# Springkraut-Blattspanner
Der Springkraut-Blattspanner (Xanthorhoe biriviata) ist ein Schmetterling (Nachtfalter) aus der Familie der Spanner (Geometridae).

## Merkmale
Die Falter erreichen eine Flügelspannweite von 20 bis 25 Millimeter. Die Falter der ersten Generation sind heller gefärbt als die der zweiten Generation. Auf den Vorderflügeln ist das Mittelfeld grau und zu den Rändern hin schwarz. Das Wurzelfeld und die innere Querbinde sind bräunlich. Die äußere Querbinde ist im Gegensatz dazu weiß und wird durch eine dünne graue Linie geteilt. Der Apex der Vorderflügel ist schwärzlich, der Innenwinkel ist grau. Im Mittelfeld befindet sich an der Ader M3 ein spitzer Fortsatz, der in Richtung des Flügelaußenrandes zeigt. Der Diskalfleck ist schwarz und linienförmig. Die Falter der zweiten Generation sind bräunlich verdunkelt und die äußere Querbinde ist weniger kontrastreich. Die Fühler der Männchen sind gezähnt und haben zwei Reihen Sinneshärchen auf den Antennomeren.
Bei den Männchen ist der Uncus sehr lang und schmal. Die Valven besitzen am distalen Ende der Costa einen zahnförmigen Fortsatz. Der Sacculus ist zwei Drittel so lang wie die Valven. Der Fortsatz des Saccus ist klein und schmal. Der Aedeagus ist lang und schlank.
Bei den Weibchen ist die Lamella antevaginalis fast quadratisch und quer gefurcht. Das Antrum ist sklerotisiert, der Ductus bursae ist breit und membranös. Das Signum ist etwa einen Millimeter lang und mit dünnen Nadeln versehen.

## Ähnliche Arten
Bei der ähnlichen Art Xanthorhoe designata (Hufnagel, 1767) sind die Querlinien stärker gekrümmt und das Mittelfeld ist rosa getönt.

## Verbreitung
Der Springkraut-Blattspanner kommt in Europa und Asien vor und hat ein disjunktes Verbreitungsgebiet. In Europa reicht es in der gemäßigten Zone vom Süden Englands bis zum Südural. Im äußersten Norden Europas und im Tiefland Südeuropas fehlt die Art. In Westeuropa und in den nördlichsten Gebieten Südeuropas existieren isolierte Populationen. In den Fichtenwaldzonen des Nordeuropäischen Taigagürtels, der Tatra, der Karpaten und der Alpen ist die Art weit verbreitet und häufig. Die Funde von der Iberischen Halbinsel südlich der Pyrenäen sind fraglich.
Außerhalb Europas erstreckt sich das Verbreitungsgebiet vom Nordosten der Türkei bis zum Kaukasus, dem Transkaukasus und nach Kasachstan. In den meisten sibirischen Regionen fehlt die Art, sie kommt aber auf Kamtschatka, im Süden der Region Primorje, in Korea und in Japan vor. In Ostasien wird die Nominatform durch die Unterart Xanthorhoe biriviata angularia (Leech, 1897) ersetzt.
Xanthorhoe biriviata ist ein feuchtigkeitsliebender Waldbewohner, der in Misch- und Laubwäldern mit reichen Vorkommen der Raupennahrungspflanze angetroffen wird. Man findet die Art an Bächen und Flüssen, an schattigen Stellen in Tälern, in Waldsäumen und in Gärten. Xanthorhoe biriviata ist eine Art des Tieflandes und steigt bis 1000 Meter, in den Alpen und auf der Balkanhalbinsel wird sie bis auf 1500 Meter Höhe angetroffen. Bergmann bezeichnet den Falter als "Leitart von Waldspringkrautfluren an Waldquellen und Waldbächen an schattigen Hängen und feuchten Schluchten in Felstälern des Gebirges".

## Biologie und Gefährdung

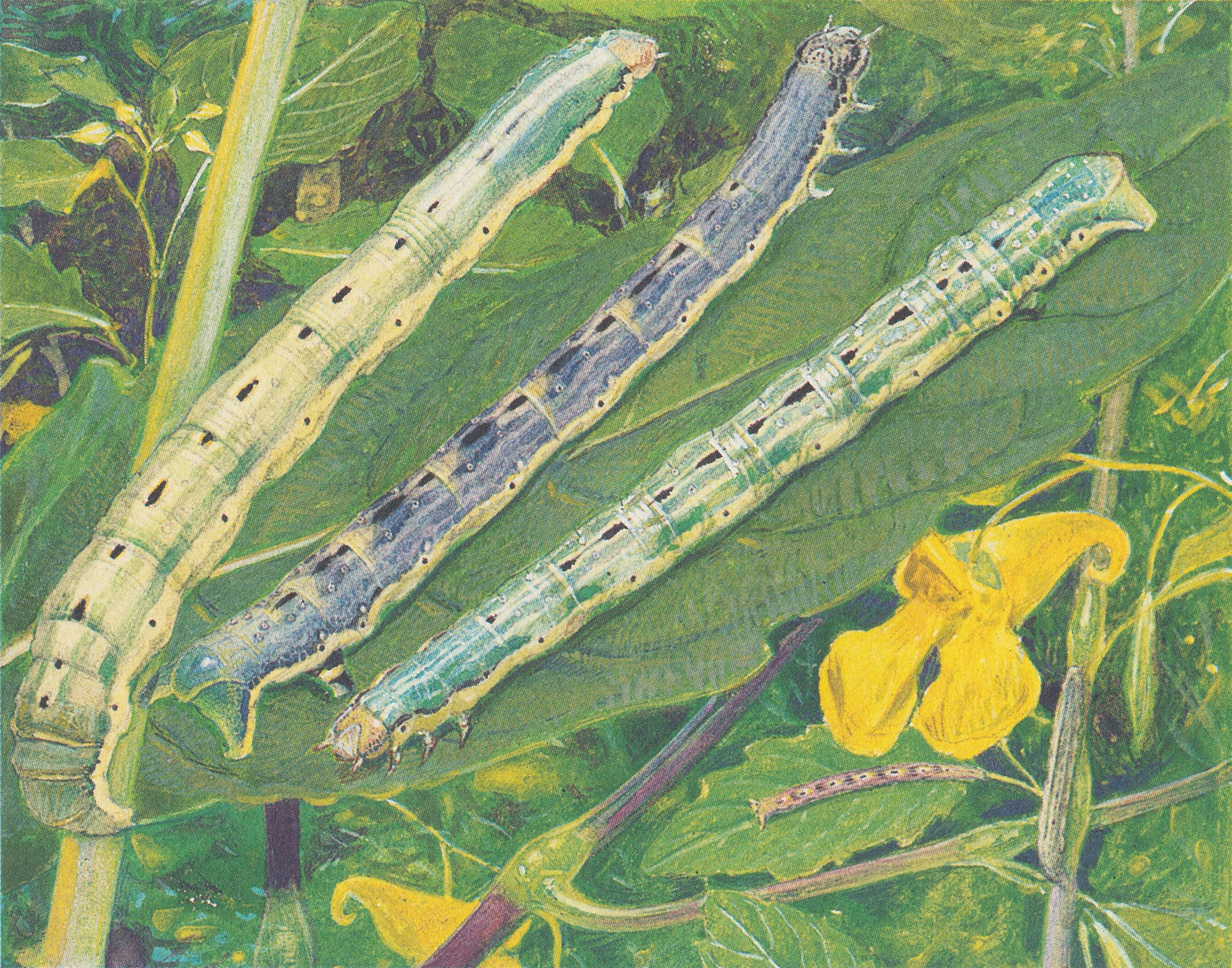
Raupen in drei verschiedenen Farbvarianten

Die Raupen leben monophag auf wilden Vorkommen des Großen Springkrauts (Impatiens noli-tangere). Unter Zuchtbedingungen wurde von den Raupen auch Kleines Springkraut (Impatiens parviflora) angenommen. Das aus Asien stammende Drüsige Springkraut (Impatiens glandulifera) scheint als Raupenpflanze nicht geeignet zu sein. In England ist die Hauptnahrungspflanze das aus Nordamerika eingeschleppte Orangerote Springkraut (Impatiens capensis). Die Falter sind sowohl tag- als auch nachtaktiv und saugen gern Wasser und Mineralien an feuchter Erde oder Säugetierexkrementen. Blütenbesuche wurden unter anderem an Behaartem Kälberkropf (Chaerophyllum hirsutum), Wiesen-Bärenklau (Heracleum sphondylium), Riesen-Goldrute (Solidago gigantea), Gewöhnlichem Wasserdost (Eupatorium cannabinum), Roter Heckenkirsche (Lonicera xylosteum) und Sal-Weide (Salix caprea) beobachtet. Tagsüber ruhen die Falter an Stämmen, sie kommen nachts ans Licht. Die Art bildet zwei Generationen pro Jahr, die von Mitte April bis Anfang Juni und von Mitte Juni bis Ende August fliegen. Raupen findet man von Mai bis September. Die Generationen überlappen sich häufig, beispielsweise im Rheintal. Die zweite Generation ist im Norden des Verbreitungsgebietes und in höheren Lagen unvollständig.
Die Raupenfliege Aphantoraphopsis siphonoides (Thompson, 1976) parasitiert an den Raupen des Springkraut-Blattspanners. Der Springkraut-Blattspanner ist potentiell gefährdet, da sich die Zahl der Individuen durch die anhaltende Ausbreitung des Neophyten Impatiens glandulifera verringert.

## Systematik
Die Art ist in Europa und Asien genetisch homogen. Es werden zwei Unterarten anerkannt:
- Xanthorhoe biriviata biriviata (Borkhausen, 1794)
- Xanthorhoe biriviata angularia (Leech, 1897)

Die nächstverwandte Art ist Xanthorhoe lacustrata (Guenée, 1858), die in Nordamerika beheimatet ist.
Aus der Literatur sind folgende Synonyme bekannt:
- Phalaena Geometra biriviata Borkhausen, 1794
- Cidaria pomoeriaria Eversmann, 1844
- Larentia abditaria Herrich-Schäffer, 1855
- Cidaria pomoeriaria var. (gen.)  aestiva Fuchs, 1884. Wird von Scoble, 1999 als Unterart Xanthorhoe biriviata aestiva (Fuchs, 1884) betrachtet und von Hausmann & Viidalepp 2012 mangels signifikanter Unterscheidungsmerkmale zum Synonym herabgestuft.
- Cidaria angularia Leech, 1897

## Belege
1. 1 2 3 4 5 6 7 8 9 10 11  Axel Hausmann, Jaan Viidalepp: The Geometrid Moths of Europe. In: Axel Hausmann (Hrsg.): The Geometrid Moths of Europe. 1. Auflage. Volume 3: Larentiinae II. Apollo Books, Stenstrup 2012, ISBN 978-87-88757-39-2, S. 103 (englisch).
2. ↑  Skinner, Bernard (1998): The Color Identification Guide to Moths of the British Isles (Macrolepidoptera). Penguin Books 1998, ISBN 0-670-87978-9, S. 26
3. ↑  Leraut, Patrice (2009): Moths of Europe. Volume 2. Geometrid Moths. N.A.P. Editions, 2009, ISBN 978-2-913688-09-4, S. 592
4. ↑  Arno Bergmann: Die Großschmetterlinge Mitteldeutschlands. Band 5/1: Spanner. Verbreitung, Formen und Lebensgemeinschaften. Urania-Verlag, Jena 1955, DNB 450378403, S. 357.
5. 1 2 3  Günter Ebert (Hrsg.): Die Schmetterlinge Baden-Württembergs. 1. Auflage. Band 8. Nachtfalter VI. Spanner (Geometridae) 1. Teil. Eugen Ulmer, Stuttgart 2001, ISBN 3-8001-3497-7, S. 245.
6. ↑  Guide to the moths of Great Britain and Ireland. Balsam Carpet Xanthorhoe biriviata (Borkhausen, 1794). Ian Kimber, abgerufen am 19. August 2014.
7. ↑  Steiner, Axel; Ratzel, Ulrich; Top-Jensen, Morten; Fibiger, Michael (2014): Die Nachtfalter Deutschlands. Ein Feldführer. Bugbook Publishing 2014, ISBN 978-3-00-043862-2, S. 143
8. ↑  Scoble, Malcolm J. (1999): Geometrid moths of the world. A catalogue (Lepidoptera: Geometridae). Apollo Books, Stenstrup, ISBN 0-643-06304-8, S. 962